# Kolmerbergkapelle
Die Kolmerbergkapelle (genauer Kapelle „Unsere Liebe Frau vom Kolmerberg“) ist eine Wallfahrtskapelle in Dörrenbach im rheinland-pfälzischen Landkreis Südliche Weinstraße und gilt als eine der beliebtesten und bekanntesten der Südpfalz. Ziel der Wallfahrer ist ein aus dem 15. Jahrhundert stammendes Gnadenbild, das Maria mit dem Jesuskind zeigt. Die Kapelle steht unter Denkmalschutz.

## Lage und Beschreibung
Die Kolmerbergkapelle steht auf einer kleinen Lichtung nördlich von Dörrenbach am Südosthang des Kohlbrunnenberges, der im Volksmund Kolmerberg genannt wird, wo auch der Name der Kapelle herrührt. Sie ist von der Ortsmitte etwa 400 Meter entfernt und liegt 95 Meter höher als diese.
Das sich in west-östlicher Richtung erstreckende Bauensemble beginnt mit dem Langhaus, das einen rechteckigen Saal umschließt. Der verputzte Bau ist an den Ecken bossiert und hat im Westen ein Rundbogenportal sowie an der Südseite einen Türzugang, über dem sich eine Sonnenuhr befindet. An der Südwestecke steht eine Freiluftkanzel. Das ziegelgedeckte Walmdach trägt zwei türmchenbekrönte Dachgauben. Auf dem etwas eingerückten kurzen Chorbereich ruht ein achteckiger Dachreiterturm mit einer gestuften Haube. Der Turm und die Gaubentürmchen sind schiefergedeckt.

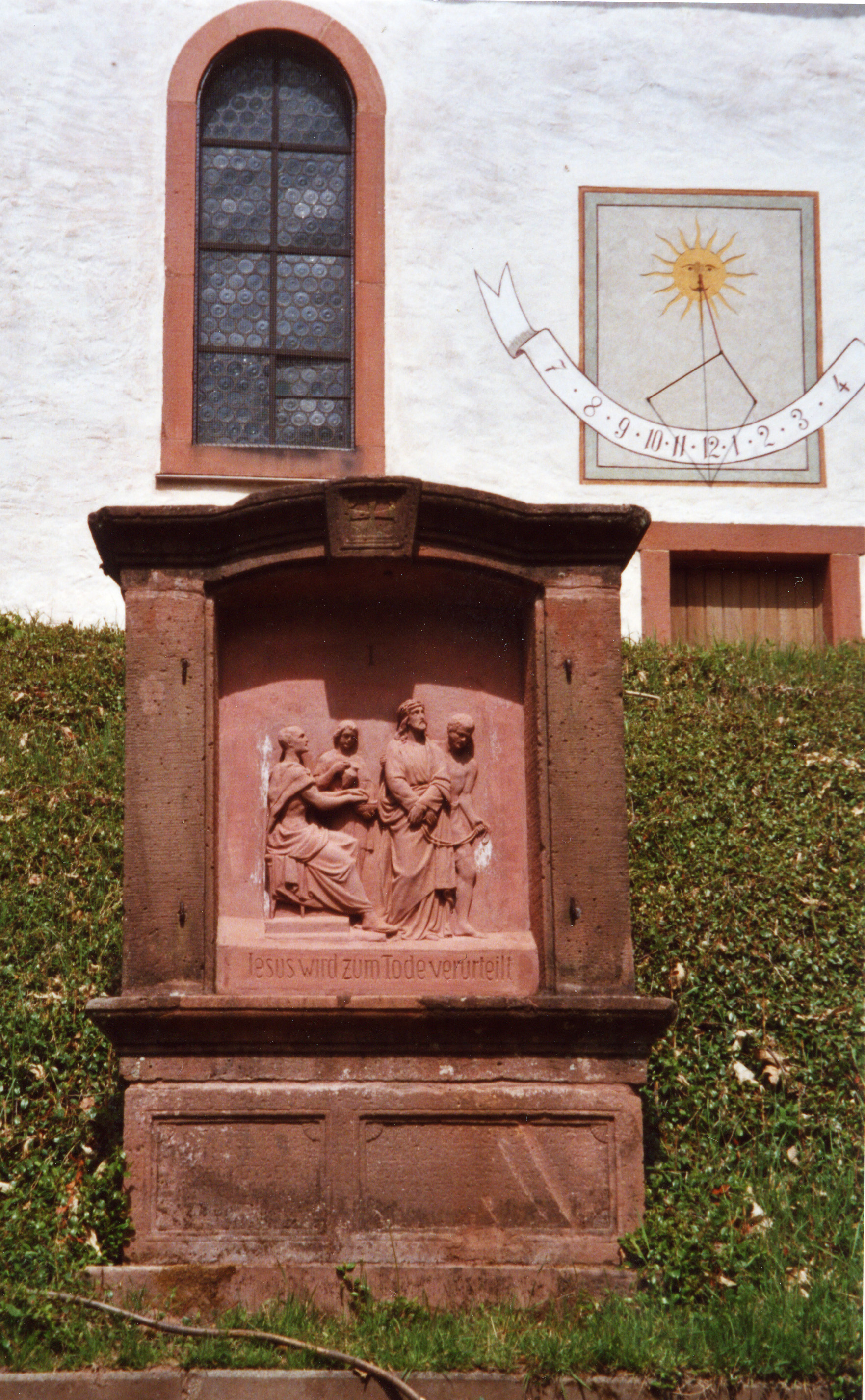
Kreuzwegstation

An den Chor schließt sich ein Wohngebäude mit Fachwerk und einer rückseitigen Außentreppe an, ehemals Refugium des die Kapelle betreuenden Einsiedlers. Von hier führt ein Übergang zu einem weiteren Fachwerkgebäude, in dessen Erdgeschoss bei Öffnung zweier Rundbögen eine Ölbergszene in Lebensgröße betrachtet werden kann.
Vor der Westseite des Langhauses befindet sich ein überdachter Ruheplatz. Um die Kapelle führt ein mit steinernen Reliefs gestalteter Kreuzweg. Oberhalb der Kapelle steht ein großes Steinkreuz.

## Geschichte
Bereits im 15. Jahrhundert, mit Ersterwähnung 1470, gab es Wallfahrten zum Kolmerberg, wo sich auch ein kleines klösterliches Anwesen befand. Dieses musste im Zuge der Reformation 1531 aufgegeben werden, und auch die Wallfahrten entfielen. 1602 ordnete der Herzog Johann I.  von Pfalz-Zweibrücken den Abriss an, jedoch blieb letztlich der Chor stehen. Dieser wurde 1719 der katholischen Kirche zurückgegeben, Bauarbeiten begannen, es kamen Einsiedler auf den Berg, und der Wallfahrtsbetrieb wurde wieder aufgenommen. Mit der Französischen Revolution kam es 1794 zu einer weiteren Unterbrechung mit Zerstörung des Inventars. Der Einsiedler wurde vertrieben und sein Wohnhaus niedergebrannt.
1804 kam mit Martin Schaaf wieder ein Einsiedler, der bis 1815 sehr aktiv auf dem Anwesen wirkte. In dieser Zeit wurde der Kirchenraum vergrößert, entstanden Kreuzweg, Steinkreuz und Ölbergdarstellung. Auch errichtete er das heute noch existierende Wohngebäude. Nach ihm gab es keinen Einsiedler mehr. Aber die Wallfahrten blieben. Das Wohnhaus wurde später als Übernachtungsmöglichkeit eingerichtet.
Obwohl 1973 bis 1975 renoviert, mussten Kapelle und Unterkunft 2017 wegen Baufälligkeit gesperrt werden. Nachdem inzwischen die Finanzierung gesichert ist, soll die Sanierung 2019 erfolgen. Das Gnadenbild wurde für diese Zeit in die Kirche in Dörrenbach überführt.